# Mod og mandshjerte
Mod og mandshjerte er en dansk film fra 1955, skrevet og instrueret af Peer Guldbrandsen. Filmen beretter om en forsagt bankassistent, der på sin egen facon renser den lille by for korruption.

## Medvirkende
- Helge Kjærulff-Schmidt
- Sejr Volmer-Sørensen
- Louis Miehe-Renard
- Grethe Holmer
- Tove Bang
- Henrik Wiehe
- Ebba Amfeldt
- Jakob Nielsen
- Betty Helsengreen
- Bjørn Spiro
- Preben Lerdorff Rye
- Ib Conradi
- Einar Juhl
- Marianne Schleiss

## Eksterne links
- Mod og mandshjerte på Internet Movie Database (engelsk)
- Mod og mandshjerte på Filmdatabasen
- Mod og mandshjerte på danskefilm.dk
- Mod og mandshjerte på danskfilmogtv.dk
- Mod og mandshjerte i Svensk Filmdatabas (svensk)
- Mod og mandshjerte på The Movie Database (engelsk)